# Tamasese Mea'ole
Tupua Tamasese Mea'ole (3 giugno 1905 – 5 aprile 1963) è stato un politico samoano.

## Biografia
Tupua Tamasese Mea'ole nacque il 3 giugno 1905 ed era uno dei tre figli di Tupua Tamasese Lealofia'ana II. Nel 1929 succedette al fratello nel titolo di Tupua Tamasese, uno dei quattro leader di più alto rango nelle Samoa.
Sotto l'amministrazione fiduciaria della Nuova Zelanda (1914–1962), fu uno dei due Fautua (consiglieri) per l'amministrazione insieme a Malietoa Tanumafili II. Fu uno degli artefici della Costituzione di Samoa dopo la sua indipendenza.
Il 1º gennaio 1962, giorno dell'indipendenza delle Samoa, divenne capo di Stato a vita con Malietoa Tanumafili II.
Era sposato con Noue Irene Gustava Nelson, figlia del mercante e uomo politico Olaf Nelson.
Morì il 5 aprile 1963 all'età di 57 anni. Suo cugino Tupua Tamasese Lealofi IV gli succedette nel titolo di Tupua Tamesese. Malietoa Tanumafili II rimase capo di Stato fino alla sua morte, avvenuta nel 2007.